# Gerrit Dou

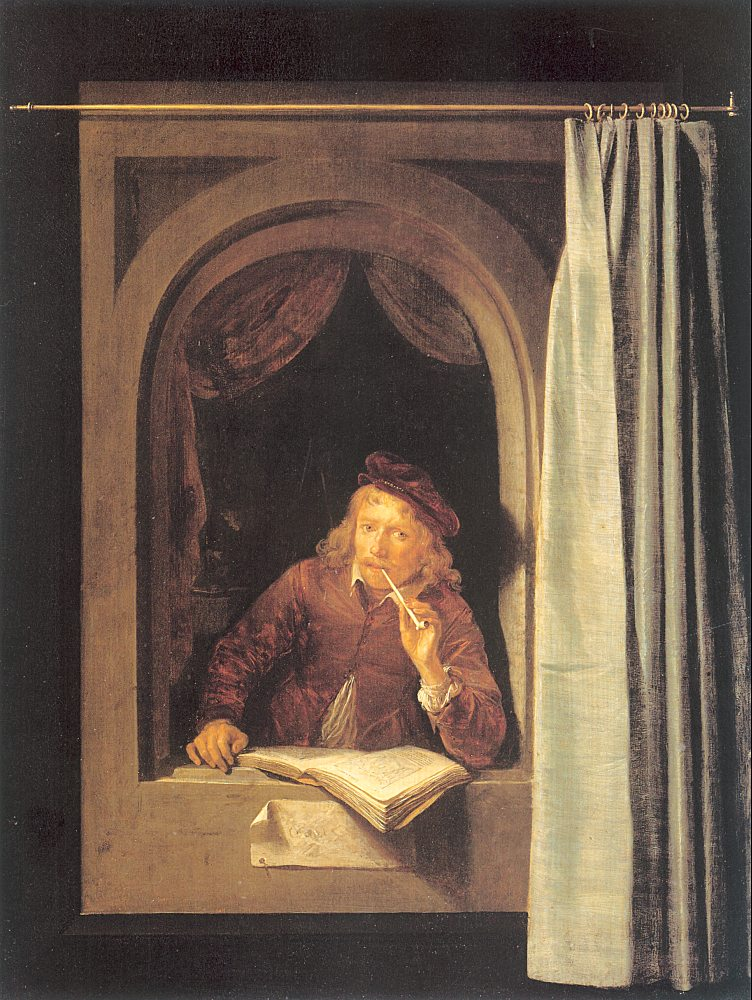
Pijprokende man, ca. 1650, Rijksmuseum, Amsterdam

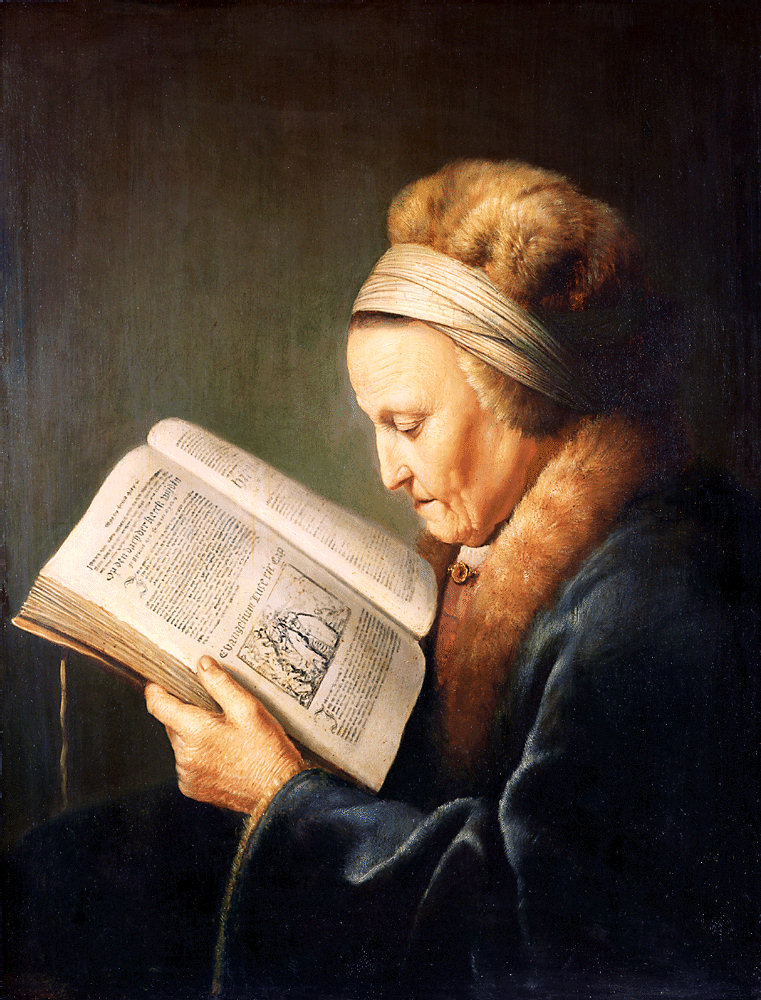
Lezende oude vrouw, ca. 1631, Rijksmuseum, Amsterdam

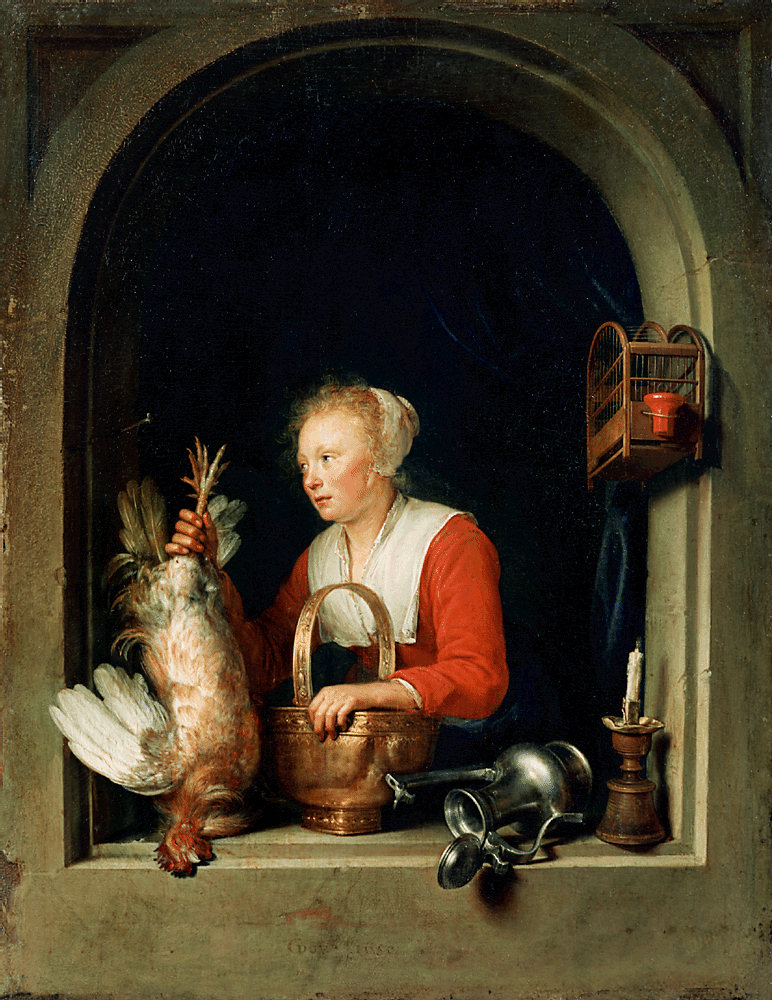
De Hollandse huisvrouw, 1650, Louvre, Parijs

Gerrit Dou, ook Gerard Dou genoemd, (Leiden, 7 april 1613 – aldaar begraven, 9 februari 1675), was een Nederlandse kunstschilder.

## Biografie
Dou, geboren en overleden in Leiden, ging aanvankelijk in de leer bij zijn vader, Douwe Jansz. die glasschilder was. Daarna ging hij twee jaar in de leer bij de glasschilder Pieter Kouwenhorn. Op zijn veertiende ging hij drie jaar lang in de leer als (eerste) leerling van Rembrandt, die destijds samen met Jan Lievens een atelier in Leiden had.
In 1632 vestigde hij zich als zelfstandig schilder in Leiden en verwierf daar al snel grote roem. Zijn werk vertoonde zeker in het begin grote invloed van Rembrandt, zodanig zelfs dat het onderscheid soms moeilijk te maken valt. Het Rijksmuseum in Amsterdam is in het bezit van zijn belangrijkste werk Portret van een lezende oude vrouw (ca. 1630).
Vanaf omstreeks 1640 legde hij zich toe op het vervaardigen van over het algemeen op klein formaat geschilderde genrestukken (taferelen uit het dagelijks leven). Hierbij ging hij zeer gedetailleerd te werk. Door die steeds grotere perfectie in de details wordt hij gerekend tot de 'fijnschilders'. Zijn verfijnde techniek bracht hem er zelfs toe zijn eigen penselen te fabriceren. Een gevolg van zijn grote aandacht voor het detail was wel dat zijn belang als portretschilder afnam: zijn klanten hadden gewoonweg niet de tijd om zo uitgebreid te poseren.
De taferelen werden vaak geschilderd als gezien door een boogvenster, wat de intimiteit van het tafereel bevorderde. Deze techniek heeft veel navolging gevonden. Ook perfectioneerde hij de licht/donker-effecten (chiaroscuro) door nachtstukken met kaarslicht te produceren, waarvoor hij buitengewoon veel voorstudie pleegde. 
Hij is ook bekend als Gerard Dou, een Franse versie van zijn naam die hij aan het einde van zijn carrière gebruikte.

## Werken
Dou produceerde meer dan 200, over het algemeen kleine werken, die over musea in heel de wereld zijn verspreid. De Leidse hoogleraar Franciscus de le Boë Sylvius (1614-1672) bezat elf werken van hem. Tussen 1708 en 1711 werden enkele werken, waaronder zeldzame nachtstukken, aangekocht door August II van Polen (1670-1733). In de particuliere Leiden Collection (New York) zijn dertien van zijn werken opgenomen.
In 2014 verscheen een publicatie naar aanleiding van een technische analyse van die schilderijen.

## Openbare collecties met werk van Dou (selectie)
- Fine Arts Museums of San Francisco
- Hermitage, Sint-Petersburg
- J. Paul Getty Museum, Los Angeles
- Liechtenstein Museum, Wenen
- Louvre, Parijs
- Mauritshuis, Den Haag
- Museum Boijmans Van Beuningen, Rotterdam[4]
- Museum De Lakenhal, Leiden
- Museum of Fine Arts (Boston)
- National Gallery, Londen
- Scottish National Gallery, Edinburgh
- Rijksmuseum, Amsterdam[5]
- Fitzwilliam Museum, Cambridge (Verenigd Koninkrijk)
- Gemäldegalerie Alte Meister, Dresden
- Statens Museum for Kunst, Kopenhagen
- Dulwich Picture Gallery, London